# Morales-Sanchez
Morales-Sanchez és una concentració de població designada pel cens dels Estats Units a l'estat de Texas. Segons el cens del 2000 tenia 95 habitants.

## Demografia
Segons el cens del 2000, Morales-Sanchez tenia 95 habitants, 35 habitatges, i 26 famílies. La densitat de població era de 10,1 habitants/km².
Dels 35 habitatges en un 25,7% hi vivien nens de menys de 18 anys, en un 62,9% hi vivien parelles casades, en un 11,4% dones solteres, i en un 25,7% no eren unitats familiars. En el 22,9% dels habitatges hi vivien persones soles el 17,1% de les quals corresponia a persones de 65 anys o més que vivien soles. El nombre mitjà de persones vivint en cada habitatge era de 2,71 i el nombre mitjà de persones que vivien en cada família era de 3,23.
Per edats la població es repartia de la següent manera: un 21,1% tenia menys de 18 anys, un 10,5% entre 18 i 24, un 16,8% entre 25 i 44, un 27,4% de 45 a 60 i un 24,2% 65 anys o més.
L'edat mediana era de 48 anys. Per cada 100 dones de 18 o més anys hi havia 108,3 homes.
La renda mediana per habitatge era de 20.313 $ i la renda mediana per família de 20.417 $. Els homes tenien una renda mediana de 0 $ mentre que les dones 0 $. La renda per capita de la població era de 7.485 $. Cap de les famílies i el 10,9% de la població estaven per davall del llindar de pobresa.

## Poblacions més properes
El següent diagrama mostra les poblacions més properes.